# Phyllophila flavitermina
Phyllophila flavitermina là một loài bướm đêm trong họ Noctuidae.